# فنسنت كارتر
فنسنت كارتر (بالإنجليزية: Vincent Carter)‏ هو محامي وضابط وسياسي أمريكي، ولد في 6 نوفمبر 1891 في الولايات المتحدة، وتوفي في 30 ديسمبر 1972 في ألباكركي في الولايات المتحدة. حزبياً، نشط في الحزب الجمهوري. وقد انتخب عضو مجلس النواب الأمريكي.